# Макаров, Павел Александрович (рэндзист)
Павел Александрович Макаров — российский рэндзист, чемпион России 2012, 2015, 2017 и 2019 годов.

## Биография
Окончил механико-математический факультет МГУ.
В 1999 году, успешно сыграв в национальных отборочных турнирах, попал в основную сетку финальной стадии чемпионата мира, где занял 11 место при 12 участниках. В 2002 и 2014 годах завоевывал бронзовую медаль чемпионата Европы. В 2012, 2015, 2017 и 2019 годах выиграл чемпионат России.

## Сёги
Являясь, также, одним из первых сёгистов России, Павел имеет 2 кю ФЕСА и 1 дан NSR.

### Турнирные результаты
- 1999, 2001, 2003, 2009, 2010: III место на Moscow Shogi Open,
- 2003: 5-е место в чемпионате России по сёги,
- 2004, 2009: 4-е место в чемпионате России по сёги;
- 2011: Серебряный призёр Кубка Москвы по сёги[4].